# Мазур Віталій Віталійович
Віта́лій Віта́лійович Ма́зур (25 серпня 1979 — 26 січня 2015) — старший прапорщик Збройних Сил України, учасник російсько-української війни.

## Життєпис
Пройшов строкову службу, війська спецпризначення у Кіровограді, згодом лишився в десантних військах. Старшина розвідроти, начальник продовольчого складу, певний час служив у в/ч А1910 — район Корбутівки — старшиною 3-ї аеромобільної роти. Перед початком військових дій призначений головним старшиною 13-го батальйону.
Старший прапорщик, головний старшина 13-го окремого аеромобільного батальйону 95-ї окремої аеромобільної бригади, з 8 березня 2014 року виконував бойові завдання — спочатку у Криму, потім на Сході.
Зазнав важкого поранення голови 22 січня 2015-го в бою в між Спартаком — Сєверне. Перебував у комі, помер у лікарні Димитрове на Донеччині.
Похований 26 січня 2015-го в Житомирі на Смолянському військовому кладовищі.
Без Віталія лишились дружина та двоє дітей шкільного віку.

## Нагороди та вшанування
- Нагороджений відзнакою Медаль «15 років Збройним Силам України».
- Нагороджений відзнакою Медаль «За сумлінну службу» ІІІ ступеня.
- Нагороджений відзнакою «Пам'ятний знак «За воїнську доблесть».
- Указом Президента України № 259/2017 від 2 вересня 2017 року, «за особисту мужність і самовіддані дії, виявлені у захисті державного суверенітету та територіальної цілісності України, зразкове виконання військового обов'язку», нагороджений орденом «За мужність» III ступеня (посмертно)[1].
- Нагороджений нагрудним знаком «За оборону Донецького аеропорту» (посмертно).
- Вшановується в меморіальному комплексі «Зала пам'яті», в щоденному ранковому церемоніалі 26 січня[2][3].